# Трубицино (Липецкая область)
Труби́цино — деревня Елецкого сельсовета Елецкого района Липецкой области.

## География
Трубицино находится в северо-западной части Елецкого района, в 9 км к северо-западу от Ельца. Располагается на берегах реки Пальна, при впадении её в Быструю Сосну.

## История
Впервые Трубицино упоминается в «Списке населенных мест» Елецкого уезда Орловской губернии 1866 года. Отмечается как «деревня казённая, 25 двора, 277 жителей». Имела другое название — «Пальна» по имени речки. Нынешнее наименование — по лицу с фамилией Трубицын.
В 1905 году значится как деревня в приходе церкви Рождества Богородицы села Аргамач-Пальна.

## Население
| 1926 | 1932 | 2010 |
| ---- | ---- | ---- |
| 663  | ↗878 | ↘263 |

Согласно переписи населения 1926 года в Трубицино 119 дворов и 663 жителя.

## Экономика
В деревне находится предприятие «Имперские Сладости», выпускающее, в частности, кондитерские изделия.

## Транспорт
Через Трубицино проходит шоссе, связывающее Елец, Красное и Лебедянь.
Железнодорожная станция Трубицино линии Елец — Лев Толстой ЮВЖД.

## Достопримечательности
В 2 км севернее находится ландшафтно-биологический памятник природы «урочище Прасека».